# Gilbert Leroux
Gilbert Leroux est un joueur de washboard qui a commencé sa carrière en 1963 comme batteur avec les Haricots Rouges. Il monte son propre groupe en 1971, le Gilbert Leroux Washboard Group. Aujourd'hui, il intervient dans les festivals et clubs de jazz.